# 大巴黎都会区
大巴黎都会区（法語：Métropole du Grand Paris，發音：[metʁɔpɔl dy ɡʁɑ̃ paʁi]，MGP）是法国法兰西岛大区的一个都会区，也是法兰西岛唯一一个拥有都会区地位的市际合作组织（Intercommunalité）。该都会区包括巴黎和周围的130个市镇。

## 历史
大巴黎都会区于2016年1月1日成立。

## 市镇
大巴黎都会区由以下131个市镇组成：
1. 塞纳河畔阿布隆
2. 阿尔福维尔
3. 安东尼
4. 阿尔克伊
5. 阿让特伊
6. 塞納河畔阿涅爾
7. 阿蒂斯蒙斯
8. 欧贝维利耶
9. 欧奈苏布瓦
10. 巴涅
11. 巴尼奥莱
12. 勒布朗梅尼勒
13. 博比尼
14. 布瓦科隆布
15. 布瓦西圣莱热
16. 邦迪
17. 马恩河畔博讷伊
18. 布洛涅-比扬古
19. 勒布爾熱
20. 拉雷讷堡
21. 马恩河畔布里
22. 卡尚
23. 马恩河畔尚皮尼
24. 沙朗通勒蓬
25. 沙特奈马拉布里
26. 沙蒂永
27. 沙维尔
28. 马恩河畔谢讷维耶尔
29. 舍维伊拉吕
30. 舒瓦西勒鲁瓦
31. 克拉马
32. 克利希
33. 克利希苏布瓦
34. 科隆布
35. 库布龙
36. 库尔伯瓦
37. 拉库尔讷沃
38. 克雷泰伊
39. 德朗西
40. 迪尼
41. 塞纳河畔埃皮奈
42. 丰特奈欧罗斯
43. 丰特奈苏布瓦
44. 弗雷讷
45. 加尼
46. 加尔什
47. 拉加雷訥科隆布
48. 热讷维利耶
49. 让蒂伊
50. 马恩河畔古尔奈
51. 拉伊萊羅斯
52. 利勒圣但尼
53. 伊西莱穆利诺
54. 塞纳河畔伊夫里
55. 茹安维尔勒蓬
56. 奥尔日河畔瑞维西
57. 勒克雷姆兰-比塞特尔
58. 莱利拉
59. 勒瓦卢瓦-佩雷
60. 利梅伊-布雷瓦讷
61. 利夫里加尔冈
62. 邁松阿爾福
63. 马拉科夫
64. 芒德尔莱罗斯
65. 马尔讷拉科凯特
66. 布里地区马罗勒
67. 默东
68. 蒙费梅伊
69. 蒙特勒伊
70. 蒙鲁日
71. 莫朗日斯
72. 楠泰尔
73. 讷伊-普莱桑斯
74. 马恩河畔讷伊
75. 塞纳河畔讷伊
76. 马恩河畔诺让
77. 努瓦索
78. 大努瓦西
79. 努瓦西勒塞克
80. 奥利
81. 马恩河畔奥尔梅松
82. 庞坦
83. 帕赖维埃耶波斯特
84. 巴黎
85. 莱帕维永苏布瓦
86. 佩里尼
87. 马恩河畔勒佩勒
88. 塞纳河畔皮埃尔菲特
89. 勒普莱西罗班松
90. 勒普莱西特雷维斯
91. 勒普雷圣热尔韦
92. 皮托
93. 布里地区拉克
94. 勒兰西
95. 罗曼维尔
96. 罗尼苏布瓦
97. 吕埃-马尔迈松
98. 兰日斯
99. 圣克卢
100. 圣但尼
101. 圣芒代
102. 圣莫代福塞
103. 圣莫里斯
104. 塞纳河畔圣旺
105. 桑特尼
106. 奥尔日河畔萨维尼
107. 索镇
108. 塞夫朗
109. 塞夫尔
110. 斯坦
111. 布里地区叙西
112. 敘雷訥
113. 蒂艾
114. 法兰西地区特朗布莱
115. 瓦朗通
116. 旺沃
117. 沃克勒松
118. 沃茹尔
119. 维勒克雷讷
120. 阿夫赖城
121. 维勒瑞夫
122. 维勒蒙布勒
123. 拉加雷讷新城
124. 鲁瓦新城
125. 圣乔治新城
126. 维勒潘特
127. 维勒塔讷斯
128. 马恩河畔维利耶
129. 万塞讷
130. 维里-沙蒂永
131. 塞纳河畔维特里